# Leprosy
Leprosy è il secondo album, pubblicato il 16 novembre 1988, del gruppo musicale death metal Death.

## Descrizione
L'album è stato eletto, in un sondaggio della rivista tedesca Rock Hard del 2012, l'album death metal più importante di tutti i tempi.
Benché all'interno del disco figuri come bassista Terry Butler, le linee di basso vennero eseguite dallo stesso Chuck Schuldiner. Butler entrò nella band solo a registrazioni concluse e vi rimase fino al disco successivo, Spiritual Healing, insieme al batterista Bill Andrews. Dopodiché si riunirono con Rick Rozz (che aveva lasciato i Death dopo il tour di supporto a Leprosy) e Kam Lee per registrare il primo album dei Massacre.
È l'unico album a contenere un brano dei Death la cui musica non è stata composta da Chuck Schuldiner: Primitive Ways è infatti stata composta interamente dal chitarrista Rick Rozz, mentre il testo è stato scritto come solito da Schuldiner.
Nel 2014 la Relapse Records ha pubblicato un'edizione rimasterizzata dell'album, con l'aggiunta di due dischi bonus contenenti registrazioni di prova del gruppo e il loro concerto del 1987 a Rochester.

## Tracce
Testi e musiche di Chuck Schuldiner, eccetto dove indicato.
1. Leprosy – 6:19
2. Born Dead – 3:25 (musica: Shuldiner, Rozz)
3. Forgotten Past – 4:33 (musica: Shuldiner, Rozz)
4. Left to Die – 4:35 (musica: Shuldiner, Rozz)
5. Pull the Plug – 4:25
6. Open Casket – 4:53 (musica: Shuldiner, Rozz)
7. Primitive Ways – 4:30 (musica: Rozz)
8. Choke on It – 5:54 (musica: Shuldiner, Rozz)

## Formazione
- Chuck Schuldiner – voce, chitarra, basso
- Terry Butler - basso (accreditato, ma non suonò)
- Rick Rozz – chitarra
- Bill Andrews – batteria